# Nina Podnebesnova
Nina Podnebesnova (Russisch: Нина Поднебеснова) (6 maart 1980) is een Russische langeafstandsloopster, die gespecialiseerd is in de marathon en het ultralopen.

## Loopbaan
Haar eerste succes op de marathon boekte Podnebesnova in 2005 met het winnen van het Russisch kampioenschap. Een jaar later behaalde ze de nationale titel bij de 50 km op de weg en won de marathon van Warschau. In 2007 zette ze de marathon van Zürich op haar naam in een tijd van 2:32.18.
In zowel 2014 als 2015 won ze de Old Mutual Two Oceans in Kaapstad. Dit is een ultraloop over 50 km. In 2015 won ze ook de marathon van Moskou.

## Titels
- Russisch kampioene marathon - 2005
- Russisch kampioene 50 km - 2006

## Persoonlijk record
| Onderdeel | Prestatie | Datum      | Plaats |
| --------- | --------- | ---------- | ------ |
| marathon  | 2:31.37   | 3 mei 2010 | Moskou |

## Palmares

### 10 km
- 2010:  Siberian International in Omsk - 36.22

### halve marathon
- 2011: 7e Russische kamp. in Cheboksary - 1:15.45
- 2014:  halve marathon van Ufa - 1:13.34

### marathon
- 2004: 5e Russische kamp. in Moskou - 2:41.18
- 2004: 10e marathon van Athene - 2:50.14
- 2005:  Russisch kamp. in Moskou - 2:40.46
- 2006: 7e marathon van Stockholm - 2:47.20
- 2006:  marathon van Warschau - 2:42.43
- 2007:  marathon van Zürich - 2:36.59
- 2007: 13e marathon van Dublin - 2:50.04
- 2008: 4e marathon van Zürich - 2:35.35
- 2010: 11e marathon van Mumbai - 2:53.47
- 2010: 4e marathon van Turijn - 2:34.03
- 2010:  Russisch kamp. in Moskou - 2:31.36
- 2011: 7e marathon van Rome - 2:32.12
- 2011:  marathon van Omsk - 2:37.22
- 2011:  marathon van Soweto - 2:45.30
- 2012: 12e marathon van Rome - 2:41.31
- 2012:  Russische kamp. in Moskou - 2:34.30
- 2013:  marathon van Madrid - 2:38.29
- 2013:  marathon van Omsk - 2:34.59
- 2015:  marathon van Moskou - 2:33.11

### ultralopen
- 2006:  Russisch kamp. in Puschino (50 km) - 3:24.00
- 2007:  Russisch kamp. in Puschino (50 km) - 3:29.03
- 2012: 12e Comrades Marathon (89,28 km) - 7:08.00
- 2014:  Old Mutual Two Oceans in Kaapstad (50 km) - 3:17.19
- 2015:  Old Mutual Two Oceans in Kaapstad (50 km) - 3:19.51
- 2015: 5e Comrades Marathon (87,72 km) - 6:41.48

### veldlopen
- 2006: 14e Russische kamp. in Orenburg - 21.03